# Högsjö
Högsjö is een plaats in de gemeente Vingåker in het landschap Södermanland en de provincie Södermanlands län in Zweden. De plaats heeft 779 inwoners (2005) en een oppervlakte van 94 hectare.